# Gareth Roberts (Fußballspieler)
Gareth Wyn Roberts (* 6. Februar 1978 in Wrexham) ist ein walisischer Fußballspieler, der seit 2014 beim englischen Drittligisten Notts County unter Vertrag steht. Zwischen 2000 und 2005 bestritt er zehn Länderspiele für die walisische Nationalmannschaft.

## Karriere

### Tranmere Rovers
Der aus der Jugendakademie des FC Liverpool stammende Gareth Roberts wechselte im Januar 1999 zum von Ronnie Whelan trainierten griechischen Erstligisten Panionios Athen und bestritt fünfzehn Ligaspiele sowie zwei Spiele im Europapokal der Pokalsieger 1998/99, ehe er am 13. August 1999 auf Leihbasis zum englischen Zweitligisten Tranmere Rovers wechselte. Nach seinem guten Einstand in Birkenhead verpflichtete ihn der Verein am 8. November 1999 auf fester Vertragsbasis. Im League Cup 1999/2000 zog Roberts mit seiner Mannschaft überraschend ins Finale ein, verlor diese Partie jedoch vor 74.313 Zuschauern in Wembley mit 1:2 gegen Leicester City. 2000/01 stieg der Verein als Tabellenletzter in die dritte Liga ab. In der Football League One 2004/05 erreichte Tranmere als Tabellendritter die Play-offs, scheiterte jedoch vorzeitig an Hartlepool United.

### Doncaster Rovers
Am 19. Mai 2006 wechselte Gareth Roberts zum Ligakonkurrenten Doncaster Rovers. In seiner ersten Spielzeit gewann er mit Doncaster die Football League Trophy durch ein 3:2 nach Verlängerung im Finale gegen die Bristol Rovers. Roberts wurde in dieser Partie jedoch von Trainer Sean O’Driscoll nicht eingesetzt. In der Football League One 2007/08 zog der Verein als Tabellendritter in die Play-offs ein und erreichte nach einem Erstrundenerfolg über Southend United das Finale. Vor 75.132 Zuschauern in Wembley bezwang Doncaster Leeds United mit 1:0 und erreichte damit den Aufstieg in die Football League Championship. Nach dem Klassenerhalt in den Spielzeiten 2008/09 und 2009/10 entschied sich Roberts gegen eine Vertragsverlängerung in Doncaster und verließ nach vier Jahren den Verein.

### Derby County
Am 13. Mai 2010 gab der Zweitligist Derby County die Verpflichtung von Gareth Roberts bekannt. In den folgenden zwei Spielzeiten etablierte sich der Linksverteidiger in seiner neuen Mannschaft und unterzeichnete im April 2012 einen neuen Einjahresvertrag.

### FC Bury und Notts County
Nach einem zwischenzeitlichen Wechsel zum Viertligisten FC Bury, unterschrieb Roberts am 31. Januar 2014 einen Vertrag bis zum Saisonende beim Drittligisten Notts County.